# Sulzgries
Sulzgries ist ein Stadtteil von Esslingen am Neckar. Er liegt im Nordwesten der Stadt. Sulzgries grenzt an die Stadtteile Rüdern, Krummenacker, Serach, Neckarhalde sowie an die Innenstadt.

## Geschichte
Sulzgries wurde 1275 erstmals als Esslinger Filialdorf erwähnt, als die Witwe des Ritters Wolfram, des Vogtes zu Rems ein Gut in Sulzgries an das Kloster Mariental (Steinheim an der Murr) schenkte.

## Politik
Der Ansprechpartner für die Belange des Stadtteils für die Stadtverwaltung und den Gemeinderat von Esslingen ist der Bürgerausschuss RSKN (Rüdern, Sulzgries, Krummenacker, Neckarhalde). Auf der Stadtteilebene gestaltet der Bürgerausschuss das kommunale Leben mit. Er ist Mitglied der Arbeitsgemeinschaft der Bürgerausschüsse, diese besteht zum Erfahrungsaustausch und zur Koordination der einzelnen Bürgerausschüsse der Stadt.
Grundlage für die Arbeitsweise und den Aufbau des Bürgerausschusses und der Arbeitsgemeinschaft ist der von der Arbeitsgemeinschaft am 21. Februar 1991 beschlossene Status.
Als Grundlage für die Zusammenarbeit zwischen dem Bürgerausschuss, dem Gemeinderat und der Verwaltung wurde eine Vereinbarung getroffen. Diese wurde von der Arbeitsgemeinschaft am 17. Juli 1990 gebilligt und vom Gemeinderat am 10. Dezember 1990 genehmigt. Im Juni 2000 wurde sowohl der Status als auch die Vereinbarung redaktionell überarbeitet.
In der öffentlichen Bürgerversammlung, die die Stadt Esslingen am 21. März 2019 im Bürgerhaus RSKN in Rüdern durchführte, wurde der Bürgerausschuss Rüdern, Sulzgries, Krummenacker, Neckarhalde  für 3 Jahre gewählt.

## Bürgerhaus RSKN
Das Bürgerhaus RSKN, Sulzgrieser Str. 170 wurde am 28. November 2009 feierlich eröffnet. Es befindet sich an den Grenzen der 3 Teilorte Rüdern, Sulzgries und Krummenacker. Das Bürgerhaus soll ein gemeinsames Dach für Gruppen und Vereine sein. Es wurde aus dem Vermögen des Stifters Richard Clauß gekauft und umgebaut. Am 16. Juli 2007 erlangte die Stiftung Bürgerhaus in RSKN ihre Rechtsfähigkeit. Im Erdgeschoss befindet sich ein Getränkehändler.

## Schule
In Sulzgries befindet sich eine Grundschule. Die Hauptschule wurde 2010 geschlossen.

## Sehenswürdigkeiten
- Die evangelische Pfarrkirche (erbaut 1837 bis 1839)
- Der Laufbrunnen
- Das Schulmuseum
- Drei alte Schulhäuser